# Bacurius
Bacurius a hibériai, Hibériai Bakur, grúzul: Bakur Iberieli (? – 394. szeptember 5.). Grúz származású sikeresen harcoló hadvezér és filozófus a Keletrómai Birodalomban. Hibéria (Grúzia) hercege volt. Életéről keveset tudunk. Harcolt az Adrianopoliszi csatában 378-ban és a Frigidus menti csata során életét vesztette 394-ben.